# Marvin Minsky
Marvin Lee Minsky (9 tháng 8 năm 1927 – 24 tháng 1 năm 2016) là một nhà khoa học nhận thức trong lĩnh vực trí tuệ nhân tạo (AI) người Mỹ, đồng sáng lập của phòng thí nghiệm AI của viện công nghệ Massachusetts, và tác giả của một số tác phẩm về AI và triết học.

## Tiểu sử
Marvin Lee Minsky được sinh ra tại thành phố New York trong một gia đình có bố mẹ là bác sĩ phẫu thuật mắt và nhà hoạt động người Do Thái, nơi ông học trường trung học khoa học Bronx và trường Fieldston. Sau đó ông gia nhập học viện Phillips tại Andover, Massachusetts. Sau đó ông phục vụ trong Hải quân Mỹ từ năm 1944 đến năm 1945. Ông lấy bằng cử nhân toán học tại Đại học Harvard (1950) và tiến sĩ toán học tại Đại học Princeton (1954). Ông đã trở thành giảng viên MIT từ năm 1958. Vào năm 1959 ông và John McCarthy đã thành lập viện nghiên cứu mà bây giờ được biết đến như Phòng thí nghiệm khoa học máy tính và trí tuệ nhân tạo MIT. Tại thời điểm ông qua đời, ông là giáo sư Toshiba về Nghệ thuật và khoa học truyền thông, và là giáo sư kỹ thuật điện và khoa học máy tính.

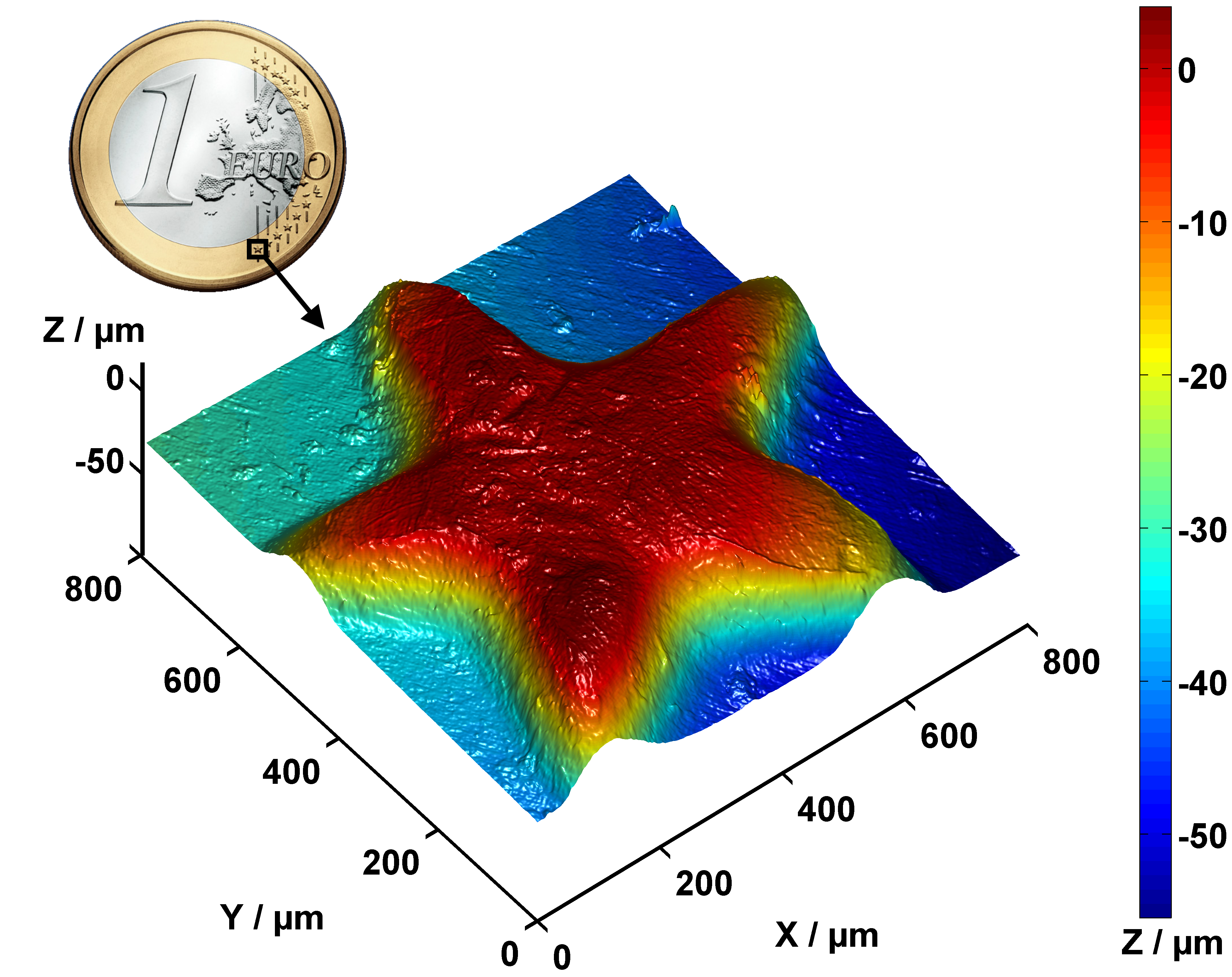
Hồ sơ 3D của một đồng xu (một phần) được đo với một kính hiển vi đồng tiêu ánh sáng trắng hiện đại.

Phát minh của Minsky bao gồm màn hình đồ họa gắn đầu đầu tiên (1963) và kính hiển vi đồng tiêu (1957, tiền thân của kính hiển vi quét laser đồng tiêu được sử dụng rộng rãi ngày nay). Ông đã phát triển cùng với Seymour Papert biểu tượng "rùa" đầu tiên. Minsky cũng tạo ra vào năm 1951, Máy học tập mạng nơ-ron kết nối ngẫu nhiên đầu tiên, SNARC.
Minsky đã viết tác phẩm Perceptrons (với Seymour Papert), mà đã trở thành tác phẩm nền tảng trong phân tích mạng nơ-ron nhân tạo. Cuốn sách này là trung tâm của một cuộc tranh cãi trong lịch sử AI, một số tuyên bố nó có tầm quan trọng lớn trong việc dẫn đường các nghiên cứu ra khỏi các mạng nơ-ron trong thập niên 1970, và đóng góp cho cái gọi là AI winter. Ông cũng thành lập một số khác mô hình AI nổi tiếng khác. Cuốn sách của ông "A framework for representing knowledge" tạo ra một mô hình mới trong lập trình. Trong khi quyển Perceptrons của ông bây giờ có tính cách lịch sử hơn là một cuốn sách mang tính thực hành, lý thuyết của các khung mẫu đã được sử dụng rộng rãi. Minsky đã viết về khả năng sự sống ngoài trái đất có thể suy nghĩ giống như con người, cho phép sự giao tiếp. Ông cũng làm cố vấn cho bộ phim 2001: A Space Odyssey và được nhắc đến trong các phim và sách:
Vào đầu thập niên 1970 tại Phòng thí nghiệm trí tuệ nhân tạoMIT, Minsky và Papert bắt đầu phát triển những gì sau này được gọi là thuyết The Society of Mind. Thuyết này cố gắng giải thích cách thức của cái mà chúng ta gọi là trí tuệ có thể là một sản phẩm của sự tương tác của các bộ phận không thông minh. Minsky nói rằng nguồn lớn nhất của các ý tưởng này đến từ các nghiên cứu trong cố gắng để tạo ra một cỗ máy có sử dụng một cánh tay robot, một máy quay video và một máy tính của mình để thao tác xây dựng với các khối đồ chơi của trẻ em. Năm 1986, Minsky xuất bản The Society of Mind, một cuốn sách toàn diện về lý thuyết mà, không giống như hầu hết các tác phẩm xuất bản trước đây của ông, đã được viết cho đối tượng đọc giả phổ thông.
Tháng 11 năm 2006, Minsky xuất bản Cỗ máy cảm xúc, một cuốn sách mà đánh giá nhiều lý thuyết phổ biến về cách thức làm việc của trí não con người và đề xuất các giả thuyết khác, thường xuyên thay thế ý tưởng đơn giản với những ý tưởng phức tạp hơn.  Các bản thảo hiện tại của cuốn sách này đã được xuất bản tự do tại trang web của ông.

## Giải thưởng và vinh danh
Minsky giành được giải Turing năm 1969, giải thưởng Nhật Bản năm 1990, giải thưởng IJCAI cho các nghiên cứu xuất sắc trong năm 1991, và huy chương Benjamin Franklin từ Viện Franklin năm 2001. Năm 2006, ông được giới thiệu như là một Viện sĩ của Bảo tàng Lịch sử Máy tính "cho việc đồng sáng lập lĩnh vực trí tuệ nhân tạo, tạo ra các mạng nơ-ron và robot đầu tiên, và phát triển các lý thuyết về việc nhận thức của con người và máy móc." Năm 2011, Minsky được giới thiệu vào hệ thống thông minh IEEE AI Hall of Fame cho các "đóng góp quan trọng trong lĩnh vực AI và hệ thống thông minh". Vào năm 2014, Minsky đã đoạt giải David trong lĩnh vực "Trí tuệ nhân tạo, Trí tuệ kỹ thuật số". Ông cũng được nhận giải thưởng 2013 BBVA Foundation Frontiers of Knowledge Award trong thể loại Công nghệ Truyền thông.
Minsky là hội viên của các tổ chức sau:
- Học viện kỹ thuật quốc gia Hoa Kỳ[20]
- Viện Hàn lâm khoa học quốc gia Hoa Kỳ[20]
- Hội đồng cố vấn của Extropy Institute
[33]
- Ban tư vấn khoa học của Alcor Life Extension Foundation
[34]
- Ban giám đốc của mạng lưới nghiên cứu kynamatrix
[35]

Minsky là một nhà phê bình của giải thưởng Loebner.

## Cuộc đời và cái chết

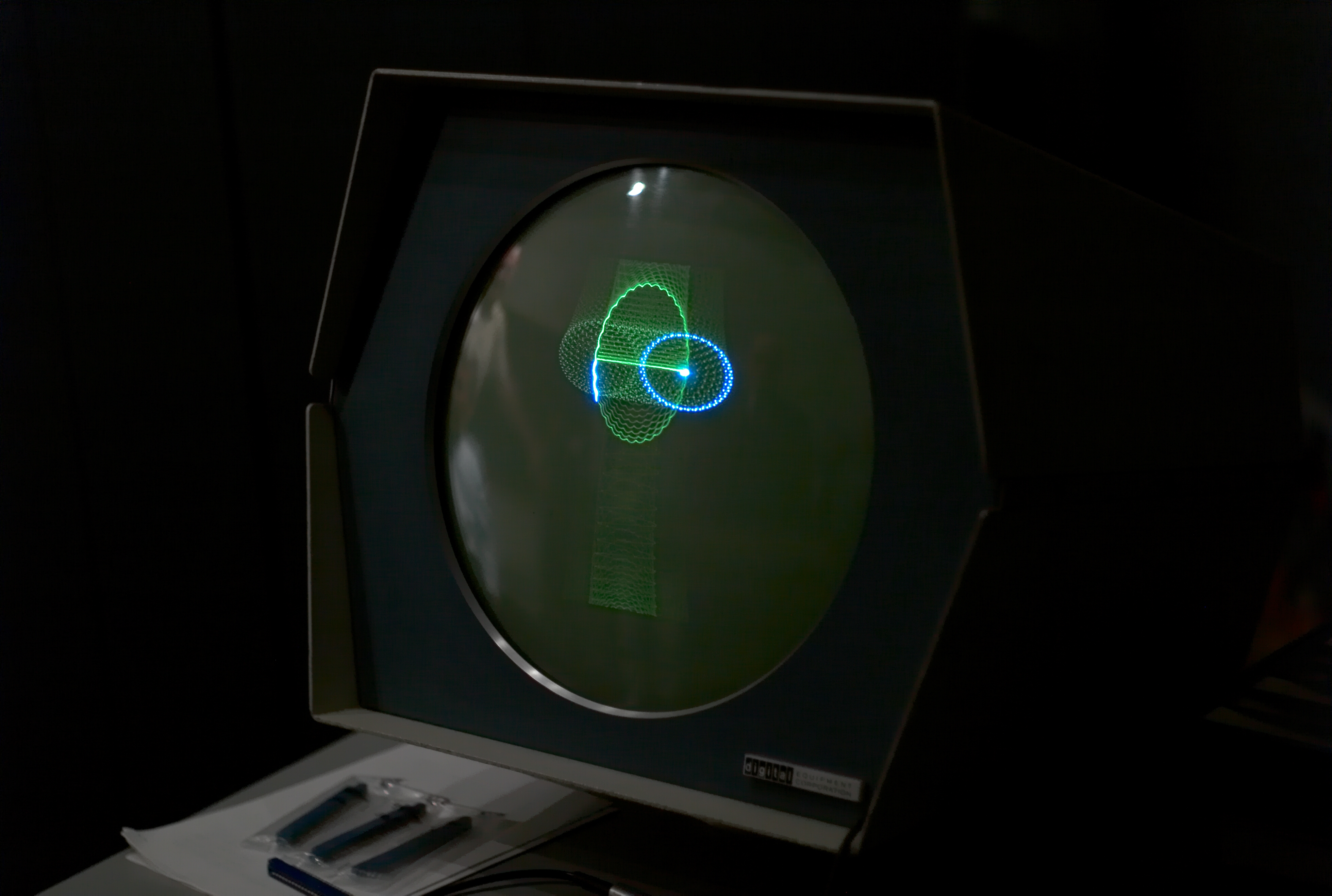
Minskytron hay "Hiển thị 3 vị trí" chạy trên máy tính PDP-1 của Bảo tàng Lịch sử Máy tính, năm 2007

Minsky là một diễn viên trong một công án trí tuệ nhân tạo (ghi theo học trò của ông, Danny Hillis) từ tập tin biệt ngữ:
Vào những ngày khi Sussman đang là một tay mơ, một lần Minsky đến gần ông khi ông đang ngồi hack tại PDP-6. "Bạn đang làm gì thế?" Minsky hỏi. "Tôi đang huấn luyện một mạng nơ-ron kết nối ngẫu nhiên để chơi bản Tic-tac-toe," Sussman trả lời. "Tại sao mạng nơ-ron lại được nối ngẫu nhiên?" Minsky hỏi. "Tôi không muốn nó có bất kỳ khái niệm nào về việc làm thế nào để chơi," Sussman nói. Minsky sau đó nhắm mắt lại. "Tại sao thầy nhắm mắt lại vậy?" Sussman hỏi thầy của mình. "Để phòng này sẽ trở nên trống rỗng." Tại thời điểm đó, Sussman đã được khai ngộ.
Minsky là một người vô thần và là một người đã ký vào Bức thư Mở của các nhà khoa học tại Cryonics. Ông mất ở Boston vì bệnh xuất huyết não vào ngày 24 tháng 1 năm 2016.